# Pitkäkari (ö i Finland, Egentliga Finland, lat 60,65, long 21,38)
Pitkäkari är en ö i Finland. Den ligger i Skärgårdshavet och i kommunen Nystad i landskapet Egentliga Finland, i den sydvästra delen av landet. Ön ligger omkring 54 kilometer väster om Åbo och omkring 200 kilometer väster om Helsingfors.
Öns area är 5,7 hektar och dess största längd är 420 meter i sydöst-nordvästlig riktning. I omgivningarna runt Pitkäkari växer i huvudsak barrskog.